# Hans-Joachim Bamler
Hans-Joachim Bamler (* 13. Juli 1925 in Berlin; † 24. April 2015 in Neuruppin) war ein deutscher Spion der Deutschen Demokratischen Republik (DDR) in Frankreich. Er war Resident der Hauptverwaltung A (HVA) des Ministeriums für Staatssicherheit (MfS) in Paris, wurde 1966 wegen Spionage für die DDR zu 18 Jahren Freiheitsstrafe verurteilt und 1974 im Rahmen eines Agentenaustausches freigelassen.

## Leben
Der Vater von Hans-Joachim Bamler war Rudolf Bamler, der bis 1938 im Amt Ausland/Abwehr tätig war. Seine Mutter war Krankenschwester. Bamlers Mutter wurde in Sippenhaft genommen, nachdem ihr Ehemann 1944 als Generalleutnant der Wehrmacht in sowjetischer Kriegsgefangenschaft zum Bund Deutscher Offiziere (BDO) und Nationalkomitee Freies Deutschland (NKFD) übergetreten war. Sie starb im Juni 1945 an den Folgen der Haft im KZ Dachau und eines Todesmarsches nach Tirol.
Bamler besuchte bis 1935 die Volksschule in Königsberg und Berlin-Steglitz und bis zum Abitur 1943 die Oberschule in Berlin, Wien und Zoppot. Bis 1945 kämpfte Bamler im Zweiten Weltkrieg und erreichte den Rang eines Leutnants. Im April 1945 geriet er in amerikanische Kriegsgefangenschaft, kam aber nach Kriegsende frei. Von 1945 bis 1949 absolvierte er eine Ausbildung zum Färber und Filmdrucker bei der Filmdruckerei Müller und Schulten in Stuttgart und wurde dann Student an einer Textilingenieurschule in Reutlingen.
1950 siedelte Bamler in die DDR über, ließ sich in der Stadt Eggesin nieder und wurde dort Offizier der Kasernierten Volkspolizei. Von 1955 bis 1962 übernahm er verschiedene Funktionen als Programmgestalter oder Werbeleiter im kulturellen Bereich in Berlin.
Ab 1963 arbeitete Bamler in der Hauptverwaltung A (HVA) des Ministeriums für Staatssicherheit (MfS) der DDR. Von 1964 bis 1966 war er als Resident der HVA in Paris tätig. Im Jahre 1966 wurde Bamler von der französischen Polizei verhaftet und wegen Spionage für eine fremde Macht zu 18 Jahren Freiheitsstrafe verurteilt. Auch Bamlers Ehefrau Marianne Bamler war nachrichtendienstlich für die DDR tätig, wurde mit ihm gemeinsam verhaftet und zu 12 Jahren Freiheitsstrafe verurteilt. Im September 1974 kam es zu einem Agentenaustausch, Bamler kam frei und durfte in die DDR ausreisen. Von 1974 bis 1979 war er als Mitarbeiter der HVA im MfS in Berlin tätig und ging mit dem Dienstgrad eines Majors in den Ruhestand. Hans-Joachim Bamler verstarb am 24. April 2015, drei Monate vor Vollendung seines 90. Lebensjahres, im brandenburgischen Neuruppin.

## Schriften
- Hans-Joachim Bamler: Top-Spione. Die erste NATO-Residentur. In: Klaus Eichner, Gotthold Schramm (Hrsg.): Kundschafter im Westen. Spitzenquellen der DDR-Aufklärung erinnern sich. Texte v. 'Alfred', Marianne u. Hans-Joachim Bamler u. a. Edition Ost, Berlin 2003, ISBN 978-3-360-01049-0.[5]